# Шарифзаде, Гуламрза Абдулрасул оглы
Гулам Мирза Абдулрасул оглы Шарифзаде (азерб. Qulam Mirzə Əbdülrəsul oğlu Şərifzadə; 1884, Шемахы, Бакинская губерния — 1942, Стамбул) — актёр, режиссёр, издатель и политический деятель. В 1919–1920 годах был директором Азербайджанского государственного театра. 
После советской оккупации Азербайджана эмигрировал и стал одним из основателей тегеранского комитета партии «Мусават», а также активным членом Общества помощи азербайджанским эмигрантам.
Старший брат актёра, режиссёра и жертвы сталинских репрессий Аббасмирзы Шарифзаде.

## Биография

### Ранние годы
Гуламрза Мирза Абдулресул оглы Шарифзаде родился в 1884 году в квартале Юхары Гала в Шемахе. После разрушительного землетрясения 1902 года его семья покинула город и переехала в Баку.
Совместно с Аббасгулу Казымзаде занимался издательской деятельностью, выпускал книги и открытки. Магазин, в котором они работали, также служил местом для тайных собраний. С 1914 по 1920 год Гуламрза Шарифзаде был издателем политико-общественной и литературной газеты "Басирет", которая выходила на азербайджанском языке в Баку.
Помимо издательской деятельности, он также был известен как театральный деятель и актёр. В 1907 году исполнил роль Джафаргулу-хана вместе с Гусейнкули Сарабским в постановке "Ага Мохаммед-шах Каджар" Абдуррагима бека Хагвердиева, поставленной Обществом "Ниджат". В 1909 году вошёл в состав театральной труппы этого общества. Написал пьесы "Ануширевани-Адил" и "Молла Насреддин". Он также перевёл для театра пьесы: "Эмир Абул-Ула" Гусейна Бедреддина, "Ибрагим-бей" Мухаммеда Руфата и "Джовдет-бей" Мухаммеда Эхсана. В 1910 году была поставлена его пьеса "Молла Насреддин". 30 ноября 1910 года общество "Ниджат" отметило 25-летний юбилей сценической деятельности актёра Джахангира Зейналова. На юбилейном вечере Гуламрза Шарифзаде поздравил актёра от имени всей мусульманской драматической труппы. Во время Первой мировой войны, когда Азербайджан оказывал помощь Турции, Гуламрза Шарифзаде особенно отличился в этом деле. В афишах спектаклей, в которых он выступал вместе с братом, его имя указывалось как "Шарифзаде-1", а Аббасмирза Шарифзаде — как "Шарифзаде-2".
После основания Азербайджанской Демократической Республики в августе 1919 года был создан Тюркский государственный театр, и Гуламрза Шарифзаде был назначен его директором.

### В эмиграции
После советской оккупации Азербайджана Гуламрза Шарифзаде вместе с Мухаммед Али Расулзаде и Джафаром Джафаровым создали тегеранский комитет партии "Мусават". По словам Мусы Гасымлы, в период 1922–1926 годов основной центр партии "Мусават" в Иране находился в Тегеране. Эмигранты также создали здесь Общество помощи азербайджанским эмигрантам. Общество занималось оказанием материальной и моральной поддержки эмигрантам, поиском работы, обеспечением медицинских нужд, организацией культурных мероприятий и другой деятельностью. Неофициальной основной деятельностью общества было формирование групп сопротивления на иранско-азербайджанской границе и ведение антибольшевистской пропаганды. Руководителем общества был Мухаммед Али Расулзаде, а его ближайшим соратником — Гуламрза Шарифзаде. За свою антисоветскую деятельность он постоянно подвергался преследованиям. В 1930 году в одной из бакинских газет Гуламрза Шарифзаде был подвергнут оскорблениям вместе с другими выдающимися деятелями Азербайджанской Республики, его карикатуру и оскорбительное стихотворение опубликовали в газете.
Гуламрза Шарифзаде некоторое время жил в Иране, затем переехал в Турцию. Он скончался в Стамбуле в 1942 году. Его могила находится на кладбище Ферикёй.

## Память
В 2018 году на кладбище Ферикёй в Стамбуле, по случаю 100-летия Азербайджанской Республики, были отреставрированы заброшенные могилы многих азербайджанцев, и у входа на кладбище был установлен памятник в честь основателей республики. Могила Гуламрзы Шарифзаде также была отреставрирована, и его имя было высечено на памятнике у входа в некрополь.
В 2024 году вышла книга «Азербайджанцы, чей последний приют — Стамбул» автора Дильгама Ахмада. Книга, выпущенная при поддержке Агентства международной помощи и развития Азербайджанской Республики (AIDA), рассказывает более чем о 60 эмигрантах, которые после советской апрельской оккупации переехали в Турцию, боролись за свои идеалы и были похоронены в Стамбуле. В книге также содержится информация о Гуламрзе Шарифзаде.